# Paul Chelimo
Paul Kipkemoi Chelimo (* 27. Oktober 1990 in Iten) ist ein US-amerikanischer Leichtathlet kenianischer Herkunft. Er ist zweifacher Olympiamedaillengewinner im 5000-Meter-Lauf.

## Karriere
Chelimo wurde in Iten (Kenia) geboren. Schon in seiner Jugend nahm er bei verschiedenen Bahnwettkämpfen teil und spielte zudem Fußball im Verein. 2010 zog er im Alter von 19 Jahren mit einem Stipendium in die USA. Dort lief er zunächst für das Shorter College, wechselte dann aber zur University of North Carolina at Greensboro, wo er sein Studium auch abschloss. Danach trat Chelimo zunächst der United States Army bei und wurde 2014 Mitglied im U.S. Army World Class Athlete Program, wodurch er seinen Fokus weiterhin auf das Laufen halten konnte.

## Erfolge
Bei den Hallenweltmeisterschaften 2016 in Portland, Oregon startete er über 3000 Meter und kam in 8:00,76 min auf Platz 7.
Mehr Erfolg hatte er im gleichen Jahr bei den Olympischen Spielen 2016 in Rio de Janeiro. In neuer persönlichen Bestleistung von 13:03,90 min musste er sich nur dem Briten Mo Farah geschlagen geben und gewann die Silbermedaille. Ungewissheit gab es insofern, als dass Chelimo zunächst disqualifiziert wurde, da er die Innenbahnabgrenzung übertreten hatte, diese Entscheidung wurde aber zurückgenommen, da aus der Situation kein Vorteil für Chelimo resultierte.
Im Mai des nächsten Jahres startete er beim Diamond-League-Meeting in Doha und lief dort über die 3000 m mit einer Zeit von 7:31,57 min neue persönliche Bestleistung. Bei den Weltmeisterschaften in London wurde er Dritter über die 5000 m hinter Muktar Edris aus Äthiopien und Mo Farah. Bei den US-amerikanischen 5-km-Straßenlaufmeisterschaften wurde er Vierter, wobei der Zweit-, Dritt-, und Viertplatzierte alle eine Zeit von 13:58 min hatten.
2018 lief er beim Memorial van Damme in 12:57,55 min neue persönliche Bestleistung über 5000 m. In diesem Jahr wurde er zudem US-amerikanischer Meister im 5-km-Straßenlauf.
2019 lief er im Mai bei der Bauhaus-Galan neue persönliche Bestleistung über 10.000 m in 27:43,89 min, allerdings war dieses Rennen erst das Zweite von Chelimo über diese Distanz. Bei den Weltmeisterschaften in Doha nahm er über die 5000-Meter-Distanz teil. Chelimo gewann seinen Vorlauf, obwohl er circa vier Runden vor Schluss einen Schuh verloren hatte. Im Finale erreichte er den siebten Platz.
Bei den Olympischen Spielen in Tokio konnte Chelimo über 5000 m die Bronzemedaille erringen. Chelimos Zeit von 12:59,05 min war seine schnellste seit fast drei Jahren. Er widmete die Medaille seinem im März verstorbenen Bruder Alberto. Außerdem sagte er, dass er in einem langsameren Rennen die Goldmedaille hätte gewinnen können.

## Persönliche Bestleistungen
- 1500 Meter: 3:39,33 min, 6. September 2016 in Zagreb
- 3000 Meter: 7:31,57 min, 5. Mai 2017 in Doha
  - Halle: 7:39,00 min 2. Februar 2018 in Portland
- 2 Meilen: 8:07,59 min, 30. Juni 2019 in Stanford
- 5000 Meter: 12:57,55 min, 31. August 2018 in Brüssel
- 10.000 Meter: 27:43,89 min, 30. Mai 2019 in Stockholm
- 15-km-Straßenlauf: 43:46 min, 11. März 2017 in Jacksonville
- Halbmarathon: 1:02:19 h, 17. März 2019 in New York